# AGM-130
AGM-130 — американська авіаційна ракета класу «повітря-поверхня» Розроблена в 1984 році, вона фактично є ракетною версією бомби GBU-15. Перший екземпляр був прийнятий на озброєння в 1994 році, а знята з озброєння в 2013 році. Всього виготовлено 502 одиниці.

## Опис
AGM-130 — це ракета класу «повітря-поверхня» з двигуном , призначена для ударів по різних цілях на великих відстанях. По суті, це версія бомби GBU-15 з ракетним двигуном, а бомба GBU-15 в свою чергу є варіантом Mark 84. F-111 та F-15E можуть нести дві такі ракети. 
GBU-15 — це модульна зброя, а AGM-130 продовжує цю концепцію. Вона складається з інфрачервоної головки самонаведення, радіолокаційного висотоміра, крил, обтічників, бойової частини масою 907 кг, блоку керування, ракетного двигуна та блоку передачі даних. Потужність AGM-130 аналогічна авіаційній бомбі Mark 84. Дальність польоту становить близько 75 км. Стартова маса: 1323 кг. Довжина: 3,9 м. Розмах крил: 150 см.

## Бойове застосування
AGM-130 вперше був застосований у бойових діях 11 січня 1999 року під час операції «Північна вахта» , коли пара AGM-130 була використана винищувачами F-15E для знищення двох іракських позицій ЗРК.  AGM-130 також був зброєю, яка використовувалася під час удару НАТО по залізничному мосту в Грделиці , Сербія , у квітні 1999 року .

## Оператори
- США:  ВПС США були єдиним експлуатантом AGM-130.